# Túnel Djønno
O túnel Djønno (em norueguês:  Djønnotunnelen) é um túnel rodoviário no município de Ulvik, no condado de Vestland, Noruega. O túnel de 603 metros de comprimento é parte da estrada local 302 da Noruega. O túnel foi aberto em 1981 para criar uma conexão rodoviária ao longo do fiorde de Eid até Djønno, que antes era acessível apenas por barcos. A extensão do túnel Vallavik que se conecta à ponte Hardanger, passa diretamente acima do túnel Djønno.